# Mokra (Łódź)
Pour les articles homonymes, voir Mokra.
Mokra est une localité polonaise de la gmina et du powiat de Skierniewice en voïvodie de Łódź.